# Irreemplazable
Irreemplazable è il secondo EP della cantante statunitense Beyoncé, pubblicato il 28 agosto 2007 dalla Columbia Records.

## Tracce
1. Amor gitano (feat. Alejandro Fernández) – 3:48 (B. Knowles, J. Flores, R. Barba)
2. Listen (Oye) – 3:41 (B. Knowles, H. Krieger, S. Cutler, A. Preven, R. Perez)
3. Irreplaceable (Irreemplazable) – 3:48 (B. Knowles, M. S. Eriksen, T. E. Hermansen, E. Lind, A. Bjørklund, S. Smith, R. Perez)
4. Beautiful Liar (Bello Embustero) – 3:20 (B. Knowles, M. S. Eriksen, T. E. Hermansen, A. Ghost, I. Dench, R. Perez)
5. Beautiful Liar (Shakira Remix) – 3:01
6. Beautiful Liar (Sasha Remix) – 3:21
7. Irreplaceable (Irreemplazable) (Rudy'ego Pereza Remix) – 3:51
8. Get Me Bodied (feat. Voltio) (Timbaland Remix) – 6:14 (B. Knowles, S. Knowles, K. Dean, S. Garrett, Makeba, A. Beyince)

## Classifiche
| Classifica (2007)         | Posizione massima |
| ------------------------- | ----------------- |
| Stati Uniti               | 105               |
| Stati Uniti (Latin)       | 3                 |
| Stati Uniti (R&B/hip-hop) | 41                |